# توفيق غرابس
توفيق غرابس (بالإنجليزية: Toufik Guerabis)‏ (مواليد 31 يوليو 1991 في فرنسا) لاعب كرة قدم أجاكسيو - فرنسا يجيد اللعب في خط الهجوم . يلعب حاليا لصالح نادي أجاكسيو فرنسا .